# Cericium luteoincrustatum
Cericium luteoincrustatum är en svampart som först beskrevs av Hjortstam & Ryvarden, och fick sitt nu gällande namn av Hjortstam 1995. Cericium luteoincrustatum ingår i släktet Cericium och familjen Cystostereaceae.   Inga underarter finns listade i Catalogue of Life.